# Arnold Meijer
Arnoldus Jozephus (Arnold) Meijer (Haarlemmermeer, 5 mei 1905 – Oisterwijk, 17 juni 1965) was een Nederlands fascistisch politicus.

## Opleiding
Meijer studeerde aanvankelijk voor priester, maar kwam onder invloed van fascistische katholieken als Wouter Lutkie en Henri Bruning, staakte de studie (hij was inmiddels al subdiaken) en wijdde zich sindsdien aan de journalistiek.

## Zwart Front
In 1933-1934 was hij propagandaleider van de Algemeene Nederlandsche Fascisten Bond voor Noord-Brabant en Zeeland. In mei 1934 richtte hij het extreemrechtse, antisemitische en antikapitalistische Zwart Front op. Deze politieke partij kwam rechtstreeks voort uit de restanten van de Algemeene Nederlandsche Fascisten Bond (ANFB) van Jan Baars en concentreerde zich vooral op het katholieke electoraat. 
Aanvankelijk was Meijers Zwart Front populair onder rechtse studenten en middenstanders. Na de veroordeling van Zwart Front door de rooms-katholieke bisschoppen, die opriepen tot trouw aan de koningin, democratie en de Roomsch-Katholieke Staatspartij, nam het aantal katholieke kiezers snel af, terwijl seculiere en andersgelovige burgers een groter deel van zijn aanhang gingen uitmaken.
Arnold Meijer voelde zich vooral aangetrokken tot het Italiaanse fascisme en niet zozeer door het Duitse nationaalsocialisme, hoewel zijn aanvankelijk rabiate antisemitisme overeenkomst vertoonde met het vroege nationaalsocialisme. Opvallend is in deze context wel dat Meijer in naam van datzelfde Zwart Front de Jodenvervolging in Duitsland bekritiseerde en zelfs een omstreden brief aan Hitler stuurde waarin hij de Jodenvervolging in het Duitse Rijk veroordeelde.
Volgens Meijer, een antikapitalist, bestond er een aan te tonen verband tussen het kapitalisme en het marxisme (ook wel kommunisme en bolsjewisme). Beide waren volgens Meijer voortgekomen uit het Jodendom.
In 1937 behaalde het Zwart Front van Meijer slechts 8178 stemmen, waarvan 711 in Meijers woonplaats Oisterwijk. Meijer besloot over te gaan tot een nieuwe tactiek. Was het Zwart Front voorheen vaak relschopperig, vanaf 1937 wilde het zich een meer 'beschaafde' partij tonen. Een intellectueel als Eduard Jan Dijksterhuis voelde zich tot Meijers gematigder Nationaal Front aangetrokken en was in 1940 enkele maanden lid.

## Tweede Wereldoorlog
In maart 1940 veranderde hij de naam van Zwart Front in Nationaal Front. Het Nationaal Front werd in december 1941 door de Duitse overheid verboden. Aanleiding was het verlangen van het Nationaal Front om tegenover de Duitsers een zelfstandige, Nederlandse fascistische beweging te blijven. Toen Duitsland Nederlandse mannen opriep voor de strijd tegen de Sovjet-Unie wilde Meijer, en daarmee het Nationaal Front, dat de soldaten Nederlands zouden blijven en hun eed op de Nederlandse vlag zouden afleggen. De Duitsers eisten echter een eed op Adolf Hitler en maakten met het verbieden van het Nationaal Front een einde aan de discussie. Meijer hield zich voortaan politiek afzijdig en leidde een teruggetrokken bestaan.

## Na de Bevrijding
Op 27 oktober 1944 werd Meijer gearresteerd. Hij ontsnapte en week uit naar België. In 1946 meldde hij zich bij de Nederlandse justitie. Hij werd wegens hulpverlening aan de vijand, tot 5 jaar gevangenisstraf veroordeeld. In hoger beroep werd dit verminderd tot 4 jaar. 
Meijer hield zich na de oorlog nog weinig met politiek bezig. Hij richtte zich op de bevordering van toerisme naar zijn woonplaats Oisterwijk. Hij zat in het bestuur van de lokale VVV, schreef een brochure over het dorp en stichtte er een vakantiepark. Meijer overleed op 60-jarige leeftijd.

## Publicaties van Arnold Meijer
Onder meer
- Van democratische wanorde naar de fascistische orde, Oisterwijk : Uitgeverij "Oisterwijk", [1934]
- Boer, het is tijd! het fascisme komt!, Oisterwijk, "Oisterwijk", rond 1935
- Vier weken Spanje, Oisterwijk, De Ramshoorn, 1937
- Neen, Mussert! de N.S.B. heeft geen fundament..., Oisterwijk, De Ramshoorn, 1938
- met Jan Hendrik Valckenier Kips: Dagboek van Nr. 195-3532, Oisterwijk, De Ramshoorn, rond 1939
- Nederland in de Branding. Een verzameling artikelen verschenen in het weekblad "De weg", 's-Gravenhage, De Veste, 1940
- Arnold Meijer installeert de cultureele en sociaal-economische kamers van Nationaal Front, (geen plaats en uitgever), 1940
- Bezinning over begrippen en mogelijkheden van den nieuwen tijd, Uitgeverij De Veste, 's Gravenhage, 1941
- Wat wil Nationaal Front: nadere omschrijving van beginselen, doel en streven van Nationaal front, 's-Gravenhage, De Veste, 1941
- Geen Gestapo, geen gepoe, Oisterwijk, De Veste, 1945
- Alles voor het vaderland, Oisterwijk, De Veste, 1946